# Meister von Sigmaringen

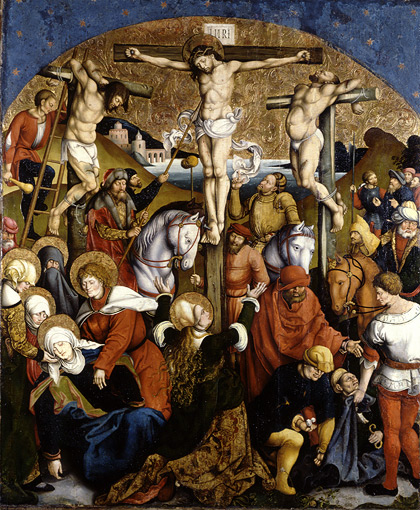
Meister von Sigmaringen
Kreuzigung Christi

Als Meister von Sigmaringen (tätig zwischen 1501 und 1515 respektive 1500 und 1530) wird ein anonymer deutscher Maler der Renaissance bezeichnet.

## Namensgebung
Der namentlich nicht bekannte Künstler erhielt seinen Notnamen nach dem von ihm gemalten Altar mit Szenen aus dem Marienleben aus der Sammlung des Hohenzollern-Museum zu Sigmaringen.

## Stil
Der Meister von Sigmaringen zeichnet sich durch besondere Gestaltungsdetails bei Gesichtern und Figuren aus.

## Identifizierung mit der Künstlerfamilie Strüb
Hans Dieter Ingenhoff hatte in früheren Publikationen den Meister von Sigmaringen mit den aus Veringenstadt stammenden Brüdern Hans und Jakob Strüb gleichgesetzt. Eine spätere Deutung der Identität der Meister von Sigmaringen geht von der gesamten Künstlerfamilie Strüb aus, in der Forschung als die vier Maler Peter Strüb der Ältere mit dessen Söhnen Jakob, Hans und Peter der Jüngere genannt. Die religiöse Malkunst der Strübfamilie gilt als vom ulmischen Stil beeinflusst und stand Zeitblom, Strigel, Schongauer und Dürer nahe. Die Strübs wohnten von 1360 (bzw. 1417) bis 1540 in Veringenstadt am Fuße des Kirchbergs. Das Strübhaus, ehemaliges Wohnhaus und Werkstatt der Malerfamilie Strüb, beherbergt heute ein Museum mittelalterlicher Malkunst.
Kunstgeschichtlich werden den Strübs jedoch nicht nur die Werke der Meister von Sigmaringen, sondern auch die der Meister von Veringen zugeschrieben. Auch beim Versuch einer namentlichen Zuordnung des Meisters von Meßkirch wurde Peter Strüb d. J. genannt, was der Kunsthistoriker Bernd Konrad für nicht gesichert hält. Derselbe unterscheidet vier chronologische Stilgruppen der Strübwerke, in denen unter anderem die Entwicklung der Raumbehandlung sichtbar wird. Obwohl das Gesamtwerk in sich stimmig sei, könne es nicht einem Maler allein zugeschrieben werden, vielmehr einer ganzen Werkstatt. Sicher sei zum Beispiel, dass Jakob und Hans Strüb gleichberechtigt in Inzigkofen gearbeitet hatten.